# Carrer de l'Estació (Llinars del Vallès)
El Carrer de l'Estació és una via pública de Llinars del Vallès (Vallès Oriental) inclosa a l'Inventari del Patrimoni Arquitectònic de Catalunya.

## Descripció
Conjunt de cases del carrer de l'estació, edificis entre mitgeres de planta baixa i dos pisos. Tots els edificis tenen una decoració de caràcter eclèctic, el conjunt presenta força heterogeneïtat Moltes estan rematades per un ràfec de perfil sinuós, i només una està rematada per una balustrada. Les obertures tenen emmarcaments de diferents tipus, amb decoracions geomètriques i florals. Hi ha predomini de balcons al primer pis.

## Història
Amb l'arribada del ferrocarril (1855) es va iniciar un nou eixample que unia l'estació amb el nucli històric ja consolidat. Això va comportar un procés d'urbanització espontani de cases entre parets mitgeres i de cases de tipologia ciutat-jardí, fruit d'una incipient importància del terme com a centre d'estiueig. Aquestes noves edificacions segueixen un llenguatge eclèctic.